# 謝鎔竹
謝鎔竹（1994年12月19日—）為臺灣女子籃球運動員，場上位置為前鋒，高雄人，國中就讀仁武國中，從滬江高中畢業後進入佛光大學就讀，2015年12月8日對上東南科技大學時左腳踝內翻脫臼，之後經醫生確定為罕見病例左腿脛後肌腱半脫位，謝鎔竹於2016年3月初接受手術根治，2018年第15季WSBL被台元女籃報進球員名單當中。

## 外部連結
- 謝鎔竹在Eurobasket.com（球員）（英语）